# Roland (série de jeux vidéo)
Pour les articles homonymes, voir Roland (homonymie).
Roland est une série de jeux vidéo édités par Amstrad sur Amstrad CPC. C'est également le nom du personnage principal des jeux. Ce nom fait référence à Roland Perry, un des concepteurs de l'Amstrad CPC,. C'est aussi l'anagramme d'Arnold, qui est le nom de code des prototypes de l'Amstrad CPC. Le personnage de Roland est souvent utilisé par Amstrad pour commercialiser des jeux quand ils n'ont pas les droits d'image sur le personnage, remplaçant alors celui-ci par "Roland".

## Liste des jeux
Les jeux mettant en scène le personnage de Roland sont les suivants :

### Roland à l'abordage
- Titre original : Roland Ahoy!
- Développeur : Computersmith[1]
- Date de sortie : 1984[1]
- Liens externes : MobyGames - CPCWiki

### Roland fait des petits trous
- Titre original : Roland Goes Digging
- Développeur : Gem Software[1]
- Date de sortie : 1984[1]
- Liens externes : MobyGames - CPCWiki

### Roland aux oubliettes
- Titre original : Roland on the Ropes
- Développeur : Indescomp[1]
- Date de sortie : 1984
- Liens externes : MobyGames - CPCWiki

### Roland Goes Square Bashing
- Développeur : Durell Software[1]
- Date de sortie : 1984[1]
- Lien externe : CPCWiki

### Roland in Time
- Développeur : Gem Software
- Date de sortie : 1985
- Liens externes : MobyGames - CPCWiki

### Roland in Space
- Développeur : Gem Software
- Date de sortie : 1985
- Liens externes : MobyGames - CPCWiki

### Roland à Lascaux
- Titre original : Roland in the Caves
- Développeur : Indescomp[1]
- Date de sortie : 1984[1]
- Liens externes : MobyGames - CPCWiki

Un clone de Bugaboo (The Flea) (en).

### Roland en fuite
- Titre original : Roland on the Run
- Développeur : Epicsoft[1]
- Date de sortie : 1984[1]
- Lien externe : CPCWiki

### Roland sur le pont
- Développeur : Epicsoft[1]
- Date de sortie : 1984[1]
- Liens externes : MobyGames - CPCWiki

Jeu exclusif au territoire français et clone du jeu anglais Bridge-It.

### Autres jeux

#### Roland Takes a Running Jump
- Développeurs : Keith Wilson, Marcus Sharp[4]
- Date de sortie : 1985
- Liens externes : -

#### Roland in the Haunted House
- Développeur : C. Wakelin
- Date de sortie : 1985
- Liens externes : -

Clone du jeu Pac-Man. Existe également sous le titre alternatif Arnold in the Haunted House.